# إن إيه-3 (سوات-ll)
إم إيه-3 (سوات-ll) (بالأردوية: این اے-29، سوات-1)‏ هي دائرة انتخابية للمجلس الوطني في باكستان. وهي تضم جزء من مقاطعة سوات. كانت تعرف سابقا باسم إم إيه-29 (سوات-I) من 1977 إلى 2018. وفي عام 2002 تم تغيير اسمها إلى إم إيه-3 (سوات-ll) بعد ترسيم الحدود في عام 2018.

## وصلات خارجية
- نتيجة الانتخابات الموقع الرسمي